# محمد دلیریان
محمد دلیریان (زادهٔ ۱۲ خرداد ۱۳۳۱) کشتی‌گیر اهل ایران بود.
وی در مسابقات وزن ۶۸ کیلوگرم کشتی فرنگی بازی‌های آسیایی ۱۹۷۴ به مدال طلا دست پیدا کرده‌است.
دلیریان که در مسابقات وزن ۶۸ کیلوگرم کشتی فرنگی بازی‌های المپیک تابستانی ۱۹۷۲ شرکت کرده در مرحله اول مقابل کشتی‌گیر یونانی به برتری دست یافت اما در مرحله دوم و سوم مقابل کشتی‌گیران بلغارستان و لهستانی ضربه فنی شد و از مسابقات حذف شد.